# Sistema antitanque portátil

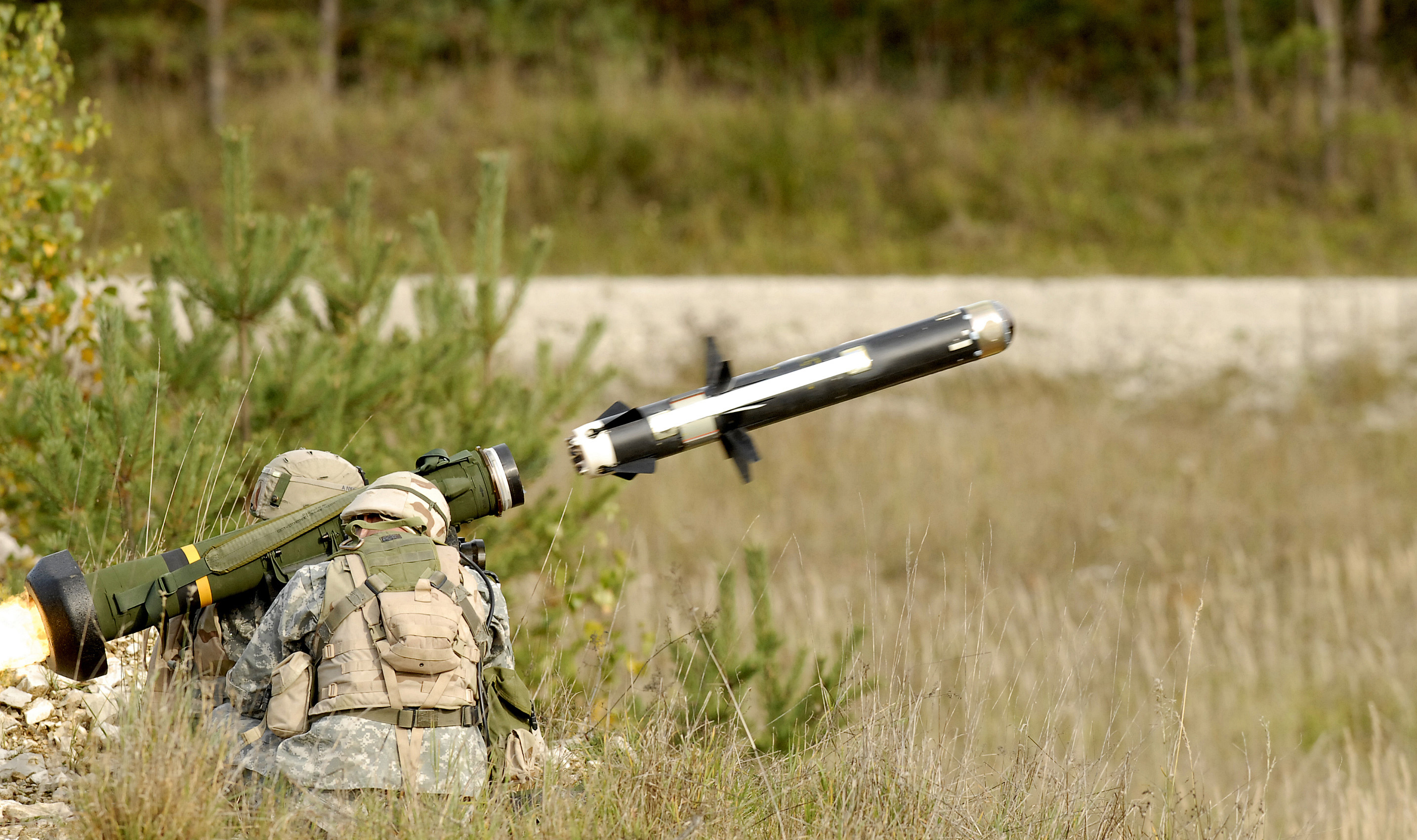
Armamento anticarro

Los sistemas antitanque portátiles o anticarro (en inglés: Man-portable anti-tank systems, MANPATS o MPATS) son sistemas de proyectiles tradicionalmente portátiles lanzados desde el hombro que disparan objetos pesados tipo proyectiles (aunque han existido armas arrojadizas y de embestida), típicamente diseñados para combatir objetivos protegidos, como vehículos blindados, fortificaciones de campo y a veces incluso aeronaves que vuelan a baja altura (especialmente helicópteros).
Las minas, la artillería común y otros tipos de proyectiles se emplearon para destruir tanques durante la Primera Guerra Mundial. En la Segunda Guerra Mundial los cañones anticarro ya habían sido desarrollados y eran cargados frecuentemente con municiones especiales, como los proyectiles de carga hueca, los cuales explotan al impacto y tienen una gran fuerza penetrante. Varios misiles antitanque y lanzacohetes, como la bazuca, se han utilizado también con el mismo fin en las guerras.